# Corethrella tarsata
Corethrella tarsata är en tvåvingeart som beskrevs av Lane 1942. Corethrella tarsata ingår i släktet Corethrella och familjen Corethrellidae. Inga underarter finns listade i Catalogue of Life.